# ATX
ATX (от англ. Advanced Technology Extended; дословно: «Расширенная передовая технология») — форм-фактор PC-совместимых настольных компьютеров. Является доминирующим стандартом для массово выпускаемых компьютерных систем начиная с 2001 года.
Стандарт ATX определяет следующие характеристики:
- геометрические размеры материнских плат;
- общие требования по положению разъёмов и отверстий на корпусе;
- форму и положение ряда разъёмов (преимущественно питания);
- геометрические размеры блока питания;
- положение креплений блока питания в корпусе;
- электрические характеристики блока питания;

## История
Разработан и предложен производителям компьютерных систем в 1995 году компанией Intel для замены использовавшемуся долгое время AT. Кроме самой Intel, замена начала производиться поставщиками OEM-техники (HP и т. д.), затем была подхвачена поставщиками компонентов — материнских плат и блоков питания к ним. Массовое вытеснение прежнего стандарта произошло в конце 1999 — начале 2001 года. Другие современные стандарты (microATX, flexATX, mini-ITX) обычно сохраняют основные черты ATX, изменяя лишь размеры платы и количество слотов расширения.
За время существования спецификация ATX претерпела ряд изменений, выразившихся в стандартах:
- ATX 1.0;
- ATX 1.1;
- ATX 1.2;
- ATX 1.3;
- ATX 2.0;
- ATX 2.01;
- ATX 2.1;
- ATX 2.2;
- ATX 2.3;
- ATX 2.31;
- ATX 2.32;
- ATX 2.4;
- ATX 2.51;
- ATX 2.52;
- ATX 2.53;
- ATX 3.0.

В 2003 году Intel анонсировала новый стандарт — BTX, в частности направленный на повышение эффективности охлаждения системного блока компьютера. Основной расчёт компании на замену ATX был связан со всё увеличивавшейся рассеиваемой тепловой мощностью компонентами компьютера, в первую очередь процессорами. Начавшаяся смена формата вскоре прекратилась — большая часть компьютерной индустрии отказалась от массового распространения нового формата из-за устойчивой тенденции снижения рассеиваемой компонентами компьютера мощности.
По состоянию на 2022 год, форм-фактор ATX и его производные остаются наиболее массовым и в ближайшее время его замена не планируется.

## Основные отличия ATX от AT
- Питанием процессора управляет материнская плата. Для обеспечения работы управляющего блока и некоторых периферийных устройств даже в выключенном состоянии на плату подаётся дежурное напряжение 5 и 3,3 Вольт. Хотя многие инструкции для безопасной замены компонентов настоятельно предлагают отключать шнур питания из розетки, многие блоки питания ATX имеют разрывающий выключатель на корпусе.
- Вентилятор на задней стенке блока питания может быть дополнен (или заменен) вентилятором размером 12—14 см, установленным на дно БП, что позволяет создать больший воздушный поток при меньших оборотах и, соответственно, меньшем уровне шума. Расположение элементов на материнской плате ориентировано таким образом, что радиатор процессора находится на пути воздушного потока от вентилятора блока питания. В настоящее время наблюдается тенденция разделения потоков воздуха: БП ставят вниз корпуса, приток воздуха к нему идет либо из под корпуса, либо (реже) изнутри, от видеокарты. В первоначальной спецификации АТХ вентилятор блока питания, расположенный на его дне, был приточным по отношению к корпусу и предназначался для обдува радиатора ЦП.
- Изменился разъём питания: во избежание ошибочного подключения двух похожих друг на друга разъёмов питания в предыдущем стандарте, в стандарте ATX разъём с ключом имеет однозначное включение. Ввиду увеличения потребляемой компьютером мощности, количество контактов в ATX разъёме питания возросло сперва до 20, затем до 24; при этом появились дополнительные разъёмы: сперва 4-, а затем 8-контактные, подключающие 12 В по отдельной линии питания.
- Изменилась задняя панель: в стандарте AT на задней панели было только отверстие для разъёма клавиатуры, платы установленные в слоты расширения и «брекеты» с разъёмами, подключающимися к материнской плате посредством гибких шлейфов, устанавливались в щелевых прорезях; в стандарте ATX разъёмы для клавиатуры и мыши традиционно находятся сверху, остальное место на задней панели занято прямоугольным отверстием фиксированного размера, которое производитель материнской платы может наполнять разъёмами в любом порядке. В комплекте с материнской платой идёт «заглушка» (англ. IO plate) с прорезями под разъёмы конкретной материнской платы (это позволяет использовать один и тот же корпус для материнских плат с совершенно разными наборами разъёмов). Дополнительные функции «заглушки» — уменьшение излучаемого ЭМИ и образование единого контура заземления шасси.

## Размеры плат

Размеры материнских плат формата ATX; задняя кромка платы — слева.
FlexATX (9×7,5")
MicroATX/Embedded ATX (9,6×9,6″)
Mini ATX (11,2×8,2″)
Standard ATX (12×9,6″)
Extended ATX (EATX) (12×13″)
Workstation ATX (WTX) (14×16,75″)

| Название размера                      | Размер в мм         | Размер в дюймах       |
| ------------------------------------- | ------------------- | --------------------- |
| WTX (Workstation Technology Extended) | 356 × 425           | 14 × 16,75            |
| EE-ATX                                | 347 × 330           | 13,7 × 13             |
| E-ATX                                 | 305 × 330           | 12 × 13               |
| XL-ATX                                | 343—345 × 262—264   | 13,6—13,5 × 10,3—10,4 |
| ATX                                   | 305 × 244           | 12 × 9,6              |
| Mini-ATX                              | 284 × 208           | 11,2 × 8,2            |
| Micro-ATX                             | 244 × 244           | 9,6 × 9,6             |
| Flex-ATX                              | 229—244 × 190,5—244 | 9—9,6 × 7,5—9,6       |
| Mini-ITX                              | 170 × 170           | 6,7 × 6,7             |
| Nano-ITX                              | 120 × 120           | 4,7 × 4,7             |
| Pico-ITX                              | 100 × 72            | 3,9 × 2,7             |
| Mobile-ITX                            | 75 × 45             | 2,9 × 1,8             |

## Блок питания
В течение развития стандарта (с 1995 года по 2004) стандарт на разъём блока питания менялся, при этом обеспечивалась совместимость с предыдущими стандартами.

20-контактный разъём ATX (вид на материнскую плату)
24-контактный разъём ATX (вид на материнскую плату)

### 20-штырьковый разъём
Использовался до появления материнских плат с шиной PCI-Express
- 5V VSB (standby) — «дежурное» питание 5 В, которое подаётся до включения основного питания платы
- PW OK — сигнал контроля напряжений 5 В и 3,3 В
- PS ON# — 14-й контакт — выключатель питания: основное питание подаётся, если контакт замкнут на землю или контакт PW OK
- Gnd (ground) — «земля»

### 24-штырьковый разъём
Используется на платах с шиной PCI Express, для дополнительного питания которой были добавлены еще 4 контакта.
Для совместимости со старыми платами, имеющими 20-контактный разъём, у большинства блоков питания дополнительные 4 контакта отстёгиваются от основной колодки. В случае, если PCI-Express не используется, большинство материнских плат, рассчитанных на 24-контактный разъём, способны работать и с 20-контактным.

### Дополнительный 4-штырьковый разъём

Дополнительный 4-контактный разъём ATX

С появлением процессоров Pentium 4 и Athlon 64 появились платы нового стандарта ATX12V 2.0, использующие для основного питания шину 12 В (а не 3,3/5 В, как ранее). Впоследствии с увеличением нагрузки на эту шину и ростом энергопотребления процессоров возникла необходимость в дополнительном 12-вольтном разъёме (ATX12V v2.2) для процессора. Этот разъём обычно располагается на плате где-то рядом с процессором.

### 24+4+6-штырьковый разъём
Помимо 24-штырькового разъёма на материнской плате и 4-штырькового разъёма может присутствовать еще один 6-штырьковый разъём, такой же, как для питания видеокарты. Обычно устанавливается при наличии у материнской платы второго и более порта PCI-E 16x, ранее для этих же целей мог использоваться 4-штырьковый Molex разъём (PATA).

### 24+4+4-штырьковый разъём
Помимо 24-штырькового разъёма на материнской плате и 4-штырькового разъёма может присутствовать еще один 4-штырьковый разъём (P8), который объединён с предыдущим и представляет собой единый 8-штырьковый разъём (стандарт EPS12V), обычно устанавливается при наличии у материнской платы поддержки более требовательных по питанию CPU, конструктивно сохраняет совместимость с 4-штырьковым разъёмом питания. На некоторых материнских платах высокого уровня таких разъёмов может быть несколько, возможны конфигурации 8-штырькового и 4-штырькового разъёмов, либо же двух 8-штырьковых разъёмов.